# 卡尔·恩斯特

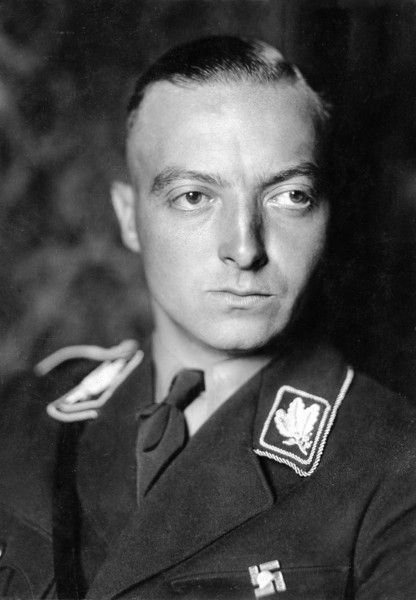
卡尔·恩斯特

卡尔·古斯塔夫·恩斯特（Karl Gustav Ernst，1904年9月1日 – 1934年6月30日）是一位冲锋队集团领袖，自1933年3月起担任冲锋队柏林地方领袖。在加入纳粹党之前，他曾当过酒店行李服务员和同性恋夜总会保镖。阿尔布雷希特·赫勒尔就是被他處決的，他本人也在后来的长刀之夜期间遭法外处决。